# Castelnovetto
Castelnovetto é uma comuna italiana da região da Lombardia, província de Pavia, com cerca de 643 habitantes. Estende-se por uma área de 18 km², tendo uma densidade populacional de 36 hab/km². Faz fronteira com Ceretto Lomellina, Cozzo, Nicorvo, Robbio, Rosasco, Sant'Angelo Lomellina.

## Demografia
| Variação demográfica do município entre 1861 e 2011                               |
|                                                                                   |
| Fonte: Istituto Nazionale di Statistica (ISTAT) - Elaboração gráfica da Wikipedia |